# Justa Canaviri
Justa Canaviri és una dona boliviana que es caracteritza pel seu ús del bombí i la vestimenta tradicional, la sinceritat que té al parlar sobre temes com la violència de gènere, el dret LGBT i els drets dels indígenes.

## Biografia
Justa Elena Canaviri Choque, coneguda mundialment com Justa Canaviri, és una dona aimara boliviana que va néixer el 13 d'agost de 1963 a La Paz. És la segona de quatre filles en una família humil. El seu pare era fuster i la seva mare mestressa de casa.
Canaviri va canviar la cara de la televisió boliviana quan va començar a transmetre el seu programa de cuina, on per primera vegada es va presentar una dona indígena com a protagonista. Actualment es una presentadora de televisió activista i defensora dels drets humans.

## Trajectòria
Canaviri va assistir a l'escola primària i secundària a La Paz. Després de graduar-se, es va casar i va tenir tres fills. Va treballar com a empleada domèstica per mantenir la seva família.
El 1999, Canaviri va conèixer el guionista bolivià Guillermo Aguirre, que la va animar a provar sort a la televisió. Aguirre la va ajudar a aconseguir un treball com a presentadora d'un programa de televisió anomenat "La Cancha", que presentava productes als consumidors.
Després d'aquest programa, Canaviri va treballar com a presentadora en dos programes de curta durada, Sábado estelar i Fiebre de sábado con la canasta de La Justa. Com que no va poder trobar més feina a la televisió i li agradava treballar en aquest mitjà, va escriure un programa anomenat "La Wislla de La Justa" i va començar a proposar-ho a diverses productores independents.
El 2002, Canaviri va llançar el seu propi programa de cuina, "La Wislla de La Justa", que es transmet al canal estatal bolivià Bolívia TV. El programa és un èxit rotund i ha ajudat Canaviri a convertir-se en una figura molt popular a Bolívia.
El 2014, Canaviri va ser inclosa a la llista de les 100 dones de la BBC, un reconeixement a les dones que estan inspirant canvis positius al món.

## Premis i reconeixements
Justa Canaviri ha rebut nombrosos premis i reconeixements pel seu treball com a presentadora de televisió activista i defensora dels drets humans. Alguns dels premis més destacats inclouen:
- Premi Nacional de Televisió de Bolívia (2003)
- Premi a la Dona Destacada de l'Any (2004)
- Premi Internacional de Periodisme Rei d'Espanya (2005)
- Premi a la Dona Indígena de l'Any (2006)
- Premi UNESCO a l'Educació per a la Pau (2007)
- Premi 100 Dones de la BBC (2014)

El premi de les 100 dones de la BBC va ser una fita important a la carrera de Canaviri i va ajudar a augmentar la seva visibilitat i reconeixement internacional.
Canaviri també ha rebut premis pel treball en la defensa dels drets humans dels indígenes. El 2005, va rebre el Premi Internacional de Periodisme Rei d'Espanya pel seu reportatge sobre la discriminació contra els indígenes a Bolívia. El 2007, va rebre el Premi UNESCO a l'Educació per a la Pau pel seu treball en la promoció de la cultura indígena.
Canaviri és una figura important a la cultura i la societat bolivianes. El seu èxit com a presentadora de televisió, i defensora dels drets humans ha ajudat a trencar els estereotips sobre les dones indígenes i promoure la cultura indígena.